# Tasmanoonops alipes
Tasmanoonops alipes är en spindelart som beskrevs av Hickman 1930. Tasmanoonops alipes ingår i släktet Tasmanoonops och familjen Orsolobidae.
Artens utbredningsområde är Tasmanien. Inga underarter finns listade i Catalogue of Life.